# Ripley (Virgínia Ocidental)
Ripley é uma cidade localizada no estado norte-americano de Virgínia Ocidental, no Condado de Jackson.

## Demografia
Segundo o censo norte-americano de 2000, a sua população era de 3263 habitantes.
Em 2006, foi estimada uma população de 3271, um aumento de 8 (0.2%).

## Geografia
De acordo com o United States Census Bureau tem uma área de
8,0 km², dos quais 8,0 km² cobertos por terra e 0,0 km² cobertos por água. Ripley localiza-se a aproximadamente 187 m acima do nível do mar.

## Localidades na vizinhança
O diagrama seguinte representa as localidades num raio de 32 km ao redor de Ripley.